# Winterhorn (bergstopp i Schweiz, Uri)
Winterhorn är en bergstopp i Schweiz.   Den ligger i kantonen Uri, i den centrala delen av landet, 90 km öster om huvudstaden Bern. Toppen på Winterhorn är 2 661 meter över havet, eller 133 meter över den omgivande terrängen. Bredden vid basen är 2,4 km.
Terrängen runt Winterhorn är huvudsakligen bergig. Runt Winterhorn är det glesbefolkat, med 15 invånare per kvadratkilometer.. Närmaste större samhälle är Airolo, 8,4 km sydost om Winterhorn. 
Trakten runt Winterhorn består i huvudsak av gräsmarker.